# 嬌胖頭鱥
嬌胖頭鱥（学名：Pimephales tenellus）是輻鰭魚綱鯉形目雅羅魚科的其中一個種，分布於北美洲美國密蘇里州南部、堪薩斯州東部、阿肯色州與奧克拉荷馬州東北部淡水流域，本魚體延長且側扁，鼻子圓鈍和一個稍微傾斜的嘴，體側有一條深色縱帶，眼大，眼睛的直徑約為頭部長度的四分之一，背部深橄欖色，腹部乳白色，在背鰭的前部通常有一個小黑點。繁殖中的雄魚有三排，每排 12 個結節，背鰭、臀鰭和尾鰭呈橙色，而胸鰭則呈黑色，前緣呈白色，本種是該屬最小的物種，背鰭軟條8枚、臀鰭軟條7枚，體長可達7公分，棲息在沙石底質的溪流、水塘，成群活動，繁殖期在五至七月，此時雄魚變得具有領地意識，在合適的縫隙中建立巢穴，例如在石頭或鵝卵石中，並吸引雌魚，雌魚產卵後，由雄魚負責守衛，卵約6天孵化。

### 引用
1. ↑  NatureServe. . The IUCN Red List of Threatened Species. 2013, 2013: e.T202347A18236120  [19 November 2021]. doi:10.2305/IUCN.UK.2013-1.RLTS.T202347A18236120.en .
2. ↑  Henry Robison; Thomas M. Buchanan. . University of Arkansas Press. 1988: 249–250. ISBN 1557280002.
3. ↑  Robert Jay Goldstein; Rodney W. Harper. . Texas A&M University Press. 2000: 159–160. ISBN 0890968802.
4. ↑  Rainer Froese; Daniel Pauly (编). . Fishbase. 2017  [2 December 2017]. （原始内容存档于2017-12-02）.